# NGC 7302
NGC 7302 é uma galáxia elíptica (E-S0) localizada na direção da constelação de Aquarius. Possui uma declinação de -14° 07' 15" e uma ascensão reta de 22 horas, 32 minutos e 23,9 segundos.
A galáxia NGC 7302 foi descoberta em 3 de Outubro de 1785 por William Herschel.